# Gilles Coulier
Pour les articles homonymes, voir Coulier.
Gilles Coulier, né le 30 octobre 1986 à Bruges (Belgique), est un cinéaste, scénariste et producteur de cinéma belge.

## Filmographie

### Comme réalisateur et scénariste
- 2010 : Ijsland ( Iceland ) (également producteur)
- 2010 : Paroles (également producteur)
- 2013 : Mont Blanc (court métrage)
- 2015 : Bevergem (nl) (série télévisée, les huit épisodes, également producteur)
- 2017 : Cargo (également producteur)
- 2019 : The War of the Worlds

## Récompenses et distinctions
- 2013 : Festival de Cannes : nomination pour la Palme d'or du court métrage pour Mont Blanc
- 2017 : Festival du film de Londres : nomination pour le Sutherland Trophy du meilleur premier film pour Cargo